# 汉源街道 (宁强县)
汉源街道，是中华人民共和国陕西省汉中市宁强县下辖的一个街道办事处。
2015年，陕西省民政厅批复同意撤销汉源镇，设立汉源街道办事处。

## 行政区划
汉源街道下辖以下地区：
钟鼓楼社区、羌州路社区、七星池村、东门村、教场坝村、黄坝驿村、安沟村、王家坪村、柏林驿村、亢家洞村、高家坪村、金家坪村、西沟里村、二道河村、七里坝村、草坝场村、关沟村、回水河村、赵家河村、马家河村、何家坟村、梨树坪村、五郎庙村、石墙院村、滴水铺村、谢家沟村和王家老屋村。